# Crutch
Crutch (pol. wsparcie) – amerykański dramat filmowy z roku 2004, powstały na podstawie autobiograficznych doświadczeń życiowych reżysera.

## Zarys fabuły
Nastoletni David prowadzi przeciętne życie w amerykańskiej suburbii. Gdy jednak jego rodzina po siedemnastu latach wspólnego egzystowania zostaje porzucona przez ojca, opieka nad rodzeństwem i matką-alkoholiczką przypada w udziale jemu. Wkrótce chłopak z wzajemnością zakochuje się w Kennym, trenerze aktorstwa w miejscowym teatrze.

## Obsada
- Eben Gordon jako David Graham
- Rob Moretti jako Kenny Griffith
- Juanita Walsh jako Katie Graham
- Frankie Faison jako Jerry